# Ottbergen (stacja kolejowa)
Ottbergen (niem. Bahnhof Ottbergen) – stacja kolejowa w Höxter, w kraju związkowym Nadrenia Północna-Westfalia, w Niemczech. Według DB Station&Service ma kategorię 6. Węzeł kolejowy na liniach Altenbeken – Kreiensen i Ottbergen – Northeim (Han), położony w dzielnicy Ottbergen

## Linie kolejowe
- Linia Altenbeken – Kreiensen
- Linia Ottbergen – Northeim (Han)